# Condado de Adams (Illinois)
O Condado de Adams é um dos 102 condados do Estado americano de Illinois. A sede do condado é Quincy, e sua maior cidade é Quincy. O condado possui uma área de 2 257 km² (dos quais 38 km² estão cobertos por água), uma população de 68 277 habitantes, e uma densidade populacional de 13 hab/km² (segundo o censo nacional de 2000). O condado foi fundado em 13 de janeiro de 1825.